# ABBYY
ABBYY (/ˈʌbɪ/)는 다비트 양이 1989년에 창립한 러시아의 기업으로, 세계적인 OCR (광학 문자 인식) 기반 문서 인식, 데이터 캡처 소프트웨어 솔류션 전문 기업이다. 독일, 영국, 미국, 일본, 중화민국, 러시아, 우크라이나, 캐나다, 호주, 키프로스 등에 14개 사무실이 있고, 1,000명 이상의 직원들이 일한다.

## 주요 제품
ABBYY는 이미지에서 읽을 수 있는 문자열을 인식하는 OCR 소프트웨어를 만든다. 주력 제품인 파인리더가, 스캔한 이미지를 수정 가능한 문자 파일 형식으로 변환한 결과물은 PC Magazine에서 실시한 리뷰에서 5점 만점에 4점을 받았다.

### 파인리더
- 강력한 광학 문자 인식 기술을 적용하여 스캐너, 복합기, 디지털 카메라 및 휴대전화 카메라 등의 기기에서 캡처한 다양한 이미지 파일을 한번의 클릭으로 간단하게 편집 및 검색이 가능한 다양한 문서 형식으로 저장할 수 있도록 도와주는 제품이다.[4]

### FlexiCapture
- 데이터 캡처 솔루션으로, 문서나 폼/서식으로부터 데이터 추출 기능을 제공한다.

### PDF Transformer
- PDF 파일을 다루는 다양한 기능을 탑재한 소프트웨어다. 이미지 PDF를 텍스트, 워드, 엑셀로 변환하는 역변환 소프트웨어이다. PDF 파일 병합 등의 부가 기능과 PDF 생성 프린터 드라이버 기능을 제공한다.[5]

### Mobile OCR Engine
- 모바일 단말기에 최적화된 ABBYY사의 OCR 엔진이다. 명함 인식, 바코드 인식, 텍스트 라인 & 문자 인식 기능 제공한다.[6]

### Lingvo
- 전자사전, 번역, 외국어 교육 프로그램이다.[7]